# 塔爾諾夫 (內布拉斯加州)
塔爾諾夫（英語：Tarnov）是位於美國內布拉斯加州普拉特縣的村。

## 人口
根據2020年美國人口普查的數據，塔爾諾夫的面積為0.08平方千米，皆為陸地。當地共有人口52人，而人口密度為每平方千米650人。